# Emarginata sinuata
Emarginata sinuata е вид птица от семейство Muscicapidae.

## Разпространение
Видът е разпространен в Ботсвана, Лесото, Намибия и Южна Африка.